# Internazionali di Tennis di Baviera 2019
Gli Internazionali di Tennis di Baviera 2019, anche conosciuti come BMW Open by FWU per motivi di sponsorizzazione, sono stati un torneo di tennis giocato sulla terra rossa. È stata la 104ª edizione del torneo, facente parte dell'ATP Tour 250 nell'ambito dell'ATP Tour 2019. Il torneo si è giocato al MTTC Iphitos di Monaco di Baviera, in Germania, dal 29 aprile al 5 maggio 2019.

## Partecipanti

### Teste di serie
| Nazione     | Giocatore             | Ranking* | Testa di serie |
| ----------- | --------------------- | -------- | -------------- |
| Germania    | Alexander Zverev      | 3        | 1              |
| Russia      | Karen Khachanov       | 13       | 2              |
| Italia      | Marco Cecchinato      | 17       | 3              |
| Spagna      | Roberto Bautista Agut | 21       | 4              |
| Regno Unito | Kyle Edmund           | 23       | 5              |
| Argentina   | Diego Schwartzman     | 25       | 6              |
| Argentina   | Guido Pella           | 28       | 7              |
| Ungheria    | Márton Fucsovics      | 36       | 8              |

* Ranking al 22 aprile 2019.

### Altri partecipanti
I seguenti giocatori hanno ricevuto una wild card per il tabellone principale:
- Karen Khachanov
- Maximilian Marterer
- Rudolf Molleker

I seguenti giocatori sono passati dalle qualificazioni:

- Denis Istomin
- Yannick Maden
- Thiago Monteiro
- Lorenzo Sonego

### Ritiri
Prima del torneo
- Radu Albot → sostituito da  Marius Copil

## Punti e montepremi
| Torneo    | Torneo              | V      | F      | SF     | QF     | 2T    | 1T    | Q  | Q2    | Q1    |
| Singolare | Punti               | 250    | 150    | 90     | 45     | 20    | 0     | 12 | 6     | 0     |
| Singolare | Premi in denaro (€) | 90.390 | 48.870 | 26.990 | 15.335 | 8.815 | 5.285 | –  | 2.555 | 1.280 |
| Doppio    | Punti               | 250    | 150    | 90     | 45     | –     | 0     | –  | –     | –     |
| Doppio    | Premi in denaro (€) | 29.650 | 15.200 | 8.240  | 4.710  | –     | 2.760 | –  | –     | –     |

## Campioni

### Singolare
Cristian Garín ha sconfitto in finale  Matteo Berrettini con il punteggio di 6-1, 3-6, 7-6(1).
- È il secondo titolo in carriera e in stagione per Garin.

### Doppio
Frederik Nielsen /  Tim Pütz hanno sconfitto in finale  Marcelo Demoliner /  Divij Sharan con il punteggio di 6-4, 6-2.